# J́
J́ (minuskule j́) je speciální písmeno latinky. Nazývá se J s čárkou. Písmeno J́ se v současnosti již nepoužívá, v 19. století se používal v jakutštině, kde ho značilo písmeno cyrilice Ј̵. Dříve se též používalo v nizozemštině, zde je však, stejně jako písmeno Í, nahrazeno za spřežku ij. Historicky se též používalo v jazycích používaných písmo kharóšthí. V Unicode je majuskulní tvar sekvence <U+004A, U+0301> a minuskulní <U+006A, U+0301>.